# Ryoya Kurihara
Ryoya Kurihara (栗原 陵矢, Kurihara Ryōya, Fukui, 14 de julho de 1996) é um jogador de beisebol japonês, que joga na posição de receptor (catcher).

## Carreira
Kurihara compôs o elenco da Seleção Japonesa de Beisebol nos Jogos Olímpicos de Verão de 2020 em Tóquio, onde conquistou a medalha de ouro após derrotar a equipe dos Estados Unidos na final da competição por 2–0.